# Palocabildo
Palocabildo è un comune della Colombia facente parte del dipartimento di Tolima.
Il comune venine istituito il 17 novembre 1997.